# Vesmírní lidé
Vesmírní lidé (Andělé Světla) je termín používaný Ivem A. Bendou a dalšími lidmi označující údajné mimozemské bytosti, které pozemšťanům nezištně a láskyplně pomáhají. Tato skupina je považována za sektu různými zástupci médií nebo zástupci plzeňského Klubu psychotroniky a UFO.

## Historie

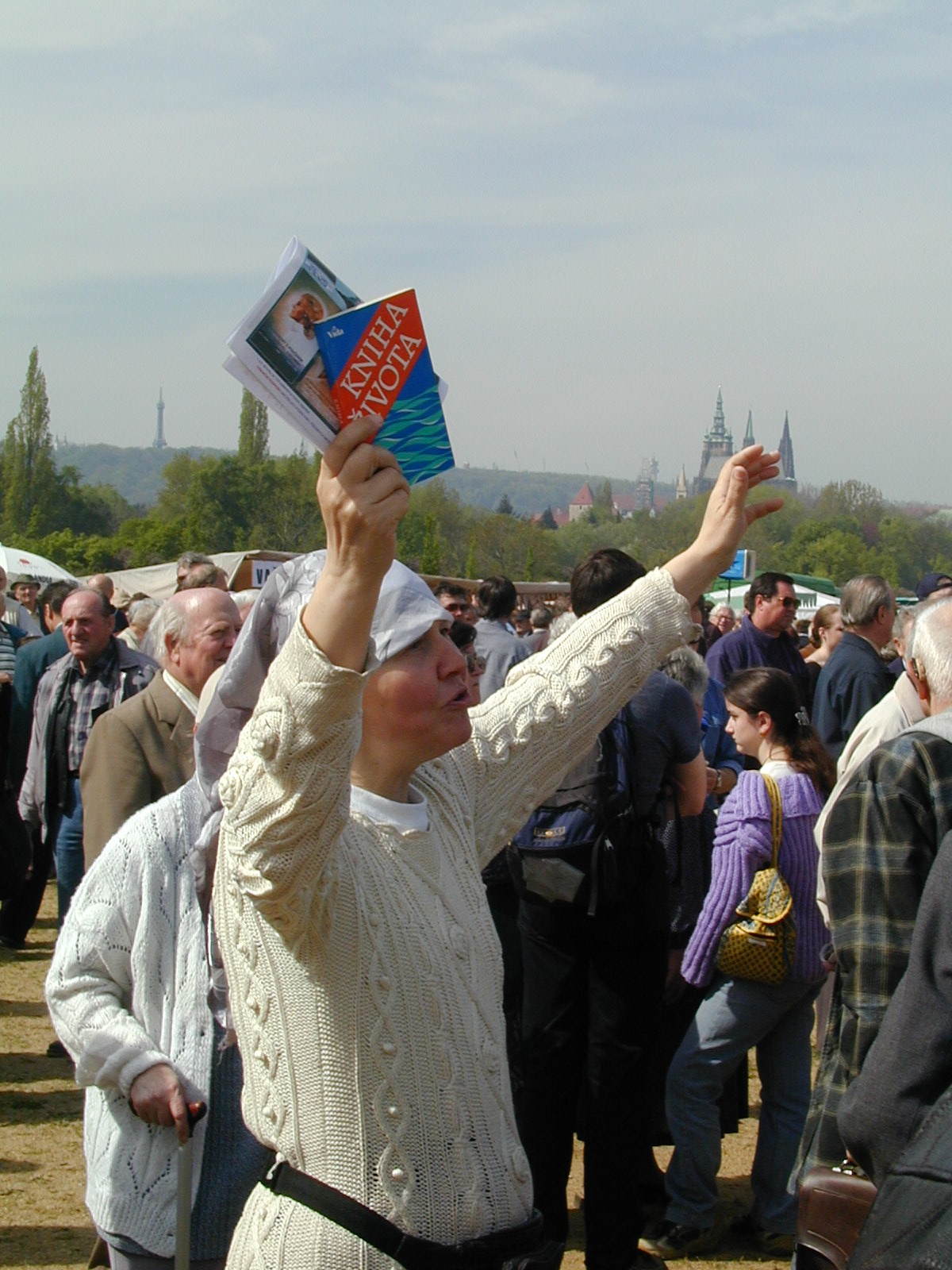
Žena stojící s knihou v ruce a fandící. Letná, 2002

Historie skupiny začala u Miloslavy Drskové, pracovnice v kravíně, která začala komunikovat s Plejáďany v roce 1995 pod vlivem učení Michaela Hesemanna. O dva roky později se setkala s Ivem A. Bendou, kterému se podle jejího vzoru podařilo navázat první kontakt 1. září 1997. Poté spolu začali vydávat zprávy s poselstvím od mimozemských civilizací. Od této doby již Ivo A. Benda sepsal deset knih nazvaných „Rozhovory s Poučením od Mých Přátel z Vesmíru“. První dva díly vyšly knižně, první díl je vyprodán. Dále Ivo A. Benda vydal několik videonahrávek s údajnými záběry přistání mimozemské civilizace na Zemi a přelety vesmírných lodí, nafilmovaných ve dne i v noci. Všechny tyto materiály jsou volně dostupné přímo z jeho internetových stránek.
Vesmírní lidé jsou občas spojováni se sektou Nebeská brána, jejíž příslušníci spáchali v roce 1997 v USA hromadnou sebevraždu, a to zejména kvůli totožné víře v nutnost „evakuace“ na vesmírné lodě před koncem světa (členové americké sekty zvolili právě sebevraždu jako prostředek transportu). Vesmírní lidé sebevraždu jako řešení problémů odmítají, protože je to podle nich výrazné porušení vesmírných zákonů lásky.

## Vesmírní lidé v Čechách
Ivo A. Benda založil své učení na informacích z řady knih od různých autorů. Informace také zčásti čerpá od švýcarského ufologa Eduarda Alberta Meiera, avšak Bendovo učení filozoficky Meierovu v některých případech odporuje. Vzhledem k tomu, že Benda údajně několikrát bez souhlasu použil Meierovy fotografie a jiný materiál, podal Meier a jeho skupina na Bendu žalobu, kterou však soud zamítl. Meier a jeho skupina včetně české pobočky Ivo A. Bendu neuznávají a distancují se od něj.

## Aktivity
Světelní pracovníci organizují nepravidelné přednášky po celé ČR a to vždy na pozvání příznivců v konkrétní oblasti. Svoji ideu šíří mezi lidi většinou formou reklamních letáčků, výlepů na veřejných prostranstvích, pronajatých billboardů, v minulosti také pomocí spamu. Světelní pracovníci na svých stránkách také iniciují petice odsuzující čipy RFID (a zejména čipovou totalitu jako takovou) a tzv. protispamový zákon. Další petice bojují za zrušení peněz a strašidel.

## Podstata učení
Vesmírní lidé (Andělé světla) jsou bytosti žijící v Nebi vyspělým, harmonickým, láskyplným životem bez válek, nemocí, hladu, lží, otroctví a jiných negativních neduhů, které denně zažívají obyvatelé této planety Země. Jejich světy jsou harmonické, vyvážené, s krásnou přírodou, účelně uspořádané, obydlí rovnoměrně rozptýlené v krajině bez měst, silnic, ulic, aut. Vesmírní lidé mají mezi sebou krásné přátelské, láskyplné a harmonické vztahy, jsou vůči sobě nesmírně pozorní, komunikují mezi sebou především niterně – telepaticky přes střed hrudi (srdeční čakrou).
Vesmírní lidé používají vyspělé technologie, obyvatelé neotročí jako na Zemi, ale pracují pro společnost jen minimální, nezbytnou dobu. Práce je pro ně zábavou, stejně jako celý jejich život, nachází se ve štěstí, lásce, radosti a naplnění, což se odráží ve vztazích, které vyjadřují vzájemnou čistou lásku, radost, užitečnost a bohatství života v celku, v celistvé společnosti.
Jen v naší Galaxii se údajně nachází 5 milionů vyspělých nebeských civilizací Andělů Světla - Vesmírných lidí, a to v řadě dimenzí planet, hvězd i mezihvězdného prostoru. Andělé Světla se mohou pohybovat po vesmírech mezi planetami, hvězdami a galaxiemi zcela volně, a to jak pouhou myšlenkou, tak pomocí vesmírných lodí, které mohou být jak malé, tak obrovské s rozměry desítek kilometrů.

## Zesměšňování Vesmírných lidí
Povaha informací šířených Vesmírnými lidmi a jimi zveřejněných obrázků vedla některé lidi k zesměšňování této skupiny i k parodování jejich tvorby na Internetu. Vznikl tak například server Vesmírná drůbež, kde většina postav z učení Vesmírných lidí má svůj drůbeží protějšek a roli ještírků přebírají kuny. Opakovaným útokům hackerů čelil i samotný webový server Vesmírných lidí. Na jejich hlavní stránce se tak dočasně objevili teletubbies s hákovými kříži nebo ozbrojené postavičky Čtyřlístku jako ještírci..